# Michael Heinrich von Losthin
Michael Heinrich von Losthin (* 6. September 1762 in Vargow; † 1. Mai 1839 in Neisse) war ein preußischer Generalleutnant und Brigadechef des IV. Armeekorps sowie Ritter des Ordens Pour le Mérite.

## Leben

### Herkunft
Michael Heinrich von Losthin entstammte der alten pommerschen Adelsfamilie von Losthin (auch Lostin, früher Loske oder Lostke). Seine Eltern waren der Erbherr auf Vargow Christian Gneomar von Losthin und dessen Ehefrau Christiane, geborene von Schmude. Viele seiner Familie dienten im preußischen Militär. Seine Onkel waren der Oberstleutnant im Infanterie-Regiment Nr. 40 Daniel Johann Ernst von Losthin sowie der Hauptmann im Infanterie-Regiment Nr. 21 Michael Friedrich Wilhelm von Losthin. Sein älterer Bruder Franz Isaak Jakob († 25. Mai 1781) starb als Premierleutnant im Infanterie-Regiment Nr. 30, die jüngeren Brüder waren der Hauptmann im Infanterie-Regiment Nr. 49 Karl Reinholt (später in der Schlesischen Landwehr) sowie der Major Wilhelm Gneomar († 1820).

### Militärkarriere
Losthin kam am 16. Mai 1773 als Kadett nach Stolp und besuchte ab 28. April 1775 das Kadettenhaus in Berlin. Von dort wurde er am 27. März 1780 als Fähnrich mit Patent vom 6. März 1780 im Infanterieregiment „von Tauentzien“ angestellt. Hier avancierte er am 9. September 1781 zum Sekondeleutnant und wurde am 1. Oktober 1783 Adjutant bei General von Tauentzien. In gleicher Eigenschaft trat Losthin am 21. September 1785 zu Generalmajor von Götzen über. 1795 wurde er dann Inspektionsadjutant der Warschauer Generalinspektion. Am 3. Januar 1798 wurde er Major und am 14. März 1799 erfolgte die Ernennung zum Bataillonskommandeur im Infanterieregiment „von Klinckowström“. Am 3. Januar 1801 wurde Losthin in das Infanterieregiment „von Müffling“ und dort zum Kommandeur des Grenadierbataillons 38/49 ernannt.
Im Vierten Koalitionskrieg kämpfte Losthin mit seinem Bataillon am 14. Oktober 1806 bei Jena. Nach der verlorenen Schlacht konnte er sich nach Schlesien absetzen und beteiligte sich an der Verteidigung der Festung Glatz sowie an den Gefechten von Kanth und Niedersalzbrunn. Für seine Verdienste bei Glatz erhielt er am 12. Juni 1810 die höchste preußische Tapferkeitsauszeichnung, den Orden Pour le Mérite. 1808 zum Oberstleutnant befördert, wurde Losthin im Februar 1809 das Kommando über das 2. Schlesische Infanterie-Regiment übertragen. 1811 erfolgte seine Beförderung zum Oberst.
Während des Frühjahrsfeldzuges 1813 diente Losthin zunächst als Brigadier bei der Schlesischen Landwehr. Im Juni 1813 wurde er Brigadekommandeur im I. Armeekorps unter dem Kommando von Wartenburg. Mit dieser Großverband kämpfte er im Herbstfeldzuges 1813 in der Schlacht bei Wartenburg (3. Oktober 1813) und erhielt das Eiserne Kreuz II. Klasse. In der folgenden Völkerschlacht bei Leipzig vom 16. bis 19. Oktober 1813 wurde Losthin schwer verwundet und mit dem Eisernen Kreuz I. Klasse ausgezeichnet.
1814 wurde er zum Generalmajor ernannt und im September gleichen Jahres zum Divisionär der Landwehr in Schlesien bestimmt. Am 23. März 1815 wurde er Brigadechef im IV. Armeekorps der Niederrheinarmee. Mit seiner Brigade nahm Losthin am 18. Juni 1815 an der Schlacht bei Waterloo teil und erhielt das Eichenlaub zum Orden Pour le Mérite. Mit Beförderung zum Generalleutnant am 15. September 1815, wurde er mit einer Pension von 1500 Talern in den Ruhestand verabschiedet. Noch im März 1817 erhielt er den Russischen Orden der Heiligen Anna I. Klasse.
Losthin starb am 1. Mai 1839 unverheiratet, im Alter von 76 Jahren, in Neisse.